# Сен-Жан-де-Буазо
Сен-Жан-де-Буазо (фр. Saint-Jean-de-Boiseau) — коммуна на западе Франции, находится в регионе Пеи-де-ла-Луар, департамент Атлантическая Луара, округ Нант, кантон Сен-Бревен-ле-Пен. Расположена в 17 км к юго-западу от Нанта, в 12 км от автомагистрали E3 (N844), на левом берегу реки Луара.
Население (2017) — 5 827 человек.

## История
До Великой Французской революции приход долгое время назывался Сен-Жан-де-Бугне, наряду с приходом Сен-Пьер-де-Бугне (нынешняя коммуна Бугне). В течение 1820-1860-х годов арсенал в Эндре на противоположном берегу Луары существенно развивался, что привело к притоку населения из Бретани и парижского региона. Приезжие стали строить дома в восточной части коммуны, а в 1867 году они потребовали создать новый приход из-за удаленности от церкви Сен-Жан-де-Буазо. В 1868 году была построена церковь Нотр-Дам, а в 1877 году была выделена коммуна Ла-Монтань.
В первой половине XX века на территории рыбацкого поселка Ла-Телиндьер в северо-западной части коммуны и соседней коммуны Ле-Пельрен было построено несколько верфей, занимавшихся восстановлением судов. Эти верфи были взорваны немцами при отступлении в 1944 году.

## Достопримечательности
- Вифлеемская часовня XV века в стиле пламенеющая готика
- Приходская церковь Святого Иоанна XV-XVIII веков
- Шато Пе XVIII века

## Экономика
Структура занятости населения:
- сельское хозяйство — 0,8 %
- промышленность — 1,5 %
- строительство — 7,7 %
- торговля, транспорт и сфера услуг — 37,1 %
- государственные и муниципальные службы — 52,9 %

Уровень безработицы (2017 год) — 9,6 % (Франция в целом — 13,4 %, департамент Атлантическая Луара — 11,6 %). 

Среднегодовой доход на 1 человека, евро (2017 год) — 22 400 (Франция в целом — 21 110, департамент Атлантическая Луара — 21 910).

## Демография
Динамика численности населения, чел.

## Администрация
Пост мэра Сен-Жан-де-Буазо с 2008 года занимает социалист Паскаль Пра (Pascal Pras). На муниципальных выборах 2020 года возглавляемый им левый блок победил в 1-м туре, получив 53,41 % голосов.
| Период | Период | Фамилия      | Партия                  | Примечания |
| ------ | ------ | ------------ | ----------------------- | ---------- |
| 1977   | 2008   | Камиль Дюран | Социалистическая партия | инженер    |
| 2008   |        | Паскаль Пра  | Социалистическая партия | учитель    |

## Города-побратимы
- Медиуна, Алжир
- Дайдесхайм, Германия
- Л’Амеллья-де-Мар, Испания

## Галерея
- Вифлеемская часовня
- Церковь Святого Иоанна